# Бугленвал
Бугленвал (фр. Bouglainval) насеље је и општина у централној Француској у региону Центар (регион), у департману Ер и Лоар која припада префектури Шартр.
По подацима из 2011. године у општини је живело 731 становника, а густина насељености је износила 51,48 становника/km². Општина се простире на површини од 14,2 km². Налази се на средњој надморској висини од 149 метара (максималној 171 m, а минималној 122 m).

## Демографија
| 1962. | 1968. | 1975. | 1982. | 1990. | 1999. | 2011. |
| ----- | ----- | ----- | ----- | ----- | ----- | ----- |
| 252   | 264   | 329   | 565   | 753   | 801   | 731   |

График промене броја становника у току последњих година